# 无棘溪蟾
无棘溪蟾（学名：Bufo aspinius）一种分布于中华人民共和国的两栖动物，隶属于蟾蜍科蟾蜍属。

## 形态特征
成年蛙体长约60毫米。背部疣粒顶部无棘亦无角质颗粒；指侧无缘膜；跗褶短而明显；舌软骨窄而长。蝌蚪口角唇乳突成丛状，腹部具有大吸盘。背部为灰棕色，脊背有一条灰白色纵线；腹部灰白色，布满偏平的小疣粒。

## 分布
无棘溪蟾最早发现于云南省西部漾濞县，生活于海拔1800～2100米的山区溪流附近。2015年在湖北省神农架也有发现。

## 分类
本种最初发现时因蝌蚪口宽与体宽比、腹部具有大吸盘；成体无鼓膜、无耳柱骨等特征显著，而专门设立了一个新属－溪蟾属（Torrentophryne），本种为该属的模式种。然而有部分学者从分子系统发生的方向讨论了东亚蟾蜍类的进化关系，认为蝌蚪具有腹吸盘是适应溪流环境的特征，是在不同环境中出现的趋同现象，建议将溪蟾属作为蟾蜍属的异名，本种归入蟾蜍属。